# Autoba admota
Autoba admota är en fjärilsart som beskrevs av Felder 1874. Autoba admota ingår i släktet Autoba och familjen nattflyn. Inga underarter finns listade i Catalogue of Life.